# Čerokézština
Čerokézština (ᏣᎳᎩ, „tsalagi“; anglicky Cherokee) je irokézský jazyk, kterým mluví zhruba 16 400 Čerokíů v Oklahomě a Severní Karolíně v USA. Jedná se o polysyntetický jazyk.

## Čerokézské písmo
Čerokézština má své vlastní písmo, které vynalezl Sequoyah v roce 1819. Mezi Čerokíi se stalo velice oblíbené, a tak se používalo dál.
| a                  | e          | i          | o     | u     | v     |
| ------------------ | ---------- | ---------- | ----- | ----- | ----- |
| Ꭰ a                | Ꭱ e        | Ꭲ i        | Ꭳ o   | Ꭴ u   | Ꭵ v   |
| Ꭶ ga, Ꭷ ka         | Ꭸ ge       | Ꭹ gi       | Ꭺ go  | Ꭻ gu  | Ꭼ gv  |
| Ꭽ ha               | Ꭾ he       | Ꭿ hi       | Ꮀ ho  | Ꮁ hu  | Ꮂ hv  |
| Ꮃ la               | Ꮄ le       | Ꮅ li       | Ꮆ lo  | Ꮇ lu  | Ꮈ lv  |
| Ꮉ ma               | Ꮊ me       | Ꮋ mi       | Ꮌ mo  | Ꮍ mu  | –     |
| Ꮎ na, Ꮐ nah, Ꮏ hna | Ꮑ ne       | Ꮒ ni       | Ꮓ no  | Ꮔ nu  | Ꮕ nv  |
| Ꮖ qua              | Ꮗ que      | Ꮘ qui      | Ꮙ quo | Ꮚ quu | Ꮛ quv |
| Ꮝ s, Ꮜ sa          | Ꮞ se       | Ꮟ si       | Ꮠ so  | Ꮡ su  | Ꮢ sv  |
| Ꮣ da, Ꮤ ta         | Ꮥ de, Ꮦ te | Ꮧ di, Ꮨ ti | Ꮩ do  | Ꮪ du  | Ꮫ dv  |
| Ꮬ dla, Ꮭ tla       | Ꮮ tle      | Ꮯ tli      | Ꮰ tlo | Ꮱ tlu | Ꮲ tlv |
| Ꮳ tsa              | Ꮴ tse      | Ꮵ tsi      | Ꮶ tso | Ꮷ tsu | Ꮸ tsv |
| Ꮹ wa               | Ꮺ we       | Ꮻ wi       | Ꮼ wo  | Ꮽ wu  | Ꮾ wv  |
| Ꮿ ya               | Ᏸ ye       | Ᏹ yi       | Ᏺ yo  | Ᏻ yu  | Ᏼ yv  |

## Příklady

### Číslovky
| Čerokézsky | Transliterace | Česky |
| ᏌᏊᎢ        | saquui        | jeden |
| ᏔᎵ         | ta'li         | dva   |
| ᏦᎢ         | tso'i         | tři   |
| ᏅᎩ         | nvgi          | čtyři |
| ᎯᏍᎩ        | hisgi         | pět   |
| ᏑᏓᎵ        | sudali        | šest  |
| ᎦᎵᏉᎩ       | galiquogi     | sedm  |
| ᏧᏁᎳ        | tsunela       | osm   |
| ᏐᏁᎳ        | sonela        | devět |
| ᏍᎪᎯ        | sgohi         | deset |

## Vzorový text

### Všeobecná deklarace lidských práv
| čerokézsky    | ᏂᎦᏓ ᎠᏂᏴᏫ ᏂᎨᎫᏓᎸᎾ ᎠᎴ ᎤᏂᏠᏱ ᎤᎾᏕᎿ ᏚᏳᎧᏛ ᎨᏒᎢ. ᎨᏥᏁᎳ ᎤᎾᏓᏅᏖᏗ ᎠᎴ ᎤᏃᏟᏍᏗ ᎠᎴ ᏌᏊ ᎨᏒ ᏧᏂᎸᏫᏍᏓᏁᏗ ᎠᎾᏟᏅᏢ ᎠᏓᏅᏙ ᎬᏗ.                                                                      |
| transliterace | Nigada aniyvwi nigeguda'lvna ale unihloyi unadehna duyukdv gesv'i. Gejinela unadanvtehdi ale unohlisdi ale sagwu gesv junilvwisdanedi anahldinvdlv adanvdo gvhdi. |
| česky         | Všichni lidé se rodí svobodní a sobě rovní co do důstojnosti a práv. Jsou nadáni rozumem a svědomím a mají spolu jednat v duchu bratrství.                        |